# Conde Nikolai Dmitrievitch Gouriev
El conde Nikolai Dmitrievitch Gouriev (también titulado El Conde Gouriev o Retrato del conde Nikolai Dmitrievitch Gouriev) es un retrato pintado al óleo por Jean-Auguste-Dominique Ingres en 1821, presentando al ministro de Finanzas Dmitri Gouriev y antiguo ayuda de campo del emperador Alejandro I, entonces embajador de Rusia en Roma y Nápoles, pintado por el artista durante su estancia en Florencia. Desde 1922 el cuadro forma parte del Museo del Hermitage (inventario 5678).

## Procedencia
Encargado por el modelo que lo conservó hasta su muerte en 1849, el cuadro de 107 × 86 cm pasa luego a sus descendientes hasta que es adquirido por el museo del Hermitage en 1922 (inventario 5678).

## Descripción
Al igual que en sus anteriores "retratos romanos" el retratado aparece de medio cuerpo al aire libre bajo un cielo plomizo y tormentoso. El conde Gouriev se apoya contra una balaustrada visible a la izquierda. Su silueta destaca sobre un fondo que representa un paisaje italiano con pinos y colinas a lo lejos, dominado por un cielo tormentoso. El modelo está representado de tres cuartos hacia la izquierda, vestido con una chaqueta negra cubierta por una capa del mismo color y forro rojo

que parece crear una barrera entre el espectador y el modelo

según Robert Rosenblum. Sujeta con la mano izquierda el borde de la capa, y con la mano derecha, posada sobre la balaustrada, el guante de ante. Su sombrero de copa negro está allí puesto también. La rigidez y la austeridad del modelo, cuya cabeza está restringida por el cuello alto de la camisa y la corbata de varias vueltas del mismo color, están acentuadas por la expresión del rostro de mentón voluntarioso y la mirada que muestra un ligero estrabismo. El retrato está firmado «Ingres Fl(orence) 1821 », grabado abajo a izquierda sobre el parapeto.

## El modelo
Nikolai Dmitrievitch Gouriev, era hijo de Dmitri Gouriev, ministro de Finanzas del zar Alejandro I. Gentilhombre de cámara, se enroló en 1810 en el Ejército Imperial Ruso al servicio del regimiento de la Guardia, y participó hasta 1814 en los diversos conflictos entre el zar y Napoleón, particularmente la campaña de Rusia. Varias veces condecorado, dejó las armas en 1816 con el grado de coronel y se puso al servicio del zar como ayudante de campo en 1818. A finales de 1821, año de realización del retrato, entró en la diplomacia y se convirtió en embajador del zar en La Haya, en Nápoles y ministro plenipotenciario en Roma. Durante sus estancias en Roma y Florencia de luna de miel, Gouriev entró en contacto con varios artistas a los que realizó encargos, especialmente un busto de su esposa Marina Gourieva Narychkina, al escultor Lorenzo Bartolini amigo del pintor Ingres.

## Contexto
El cuadro pertenece al periodo toscano del pintor (1820-1824), y se ubica entre la realización del retrato de Jeanne Gonin, y los retratos de los esposos Leblanc. Después de haber abandonado Roma, Ingres se instala en Florencia a invitación de su amigo Lorenzo Bartolini. No obstante este periodo fue para el artista de problemas financieros y un menor reconocimiento. A diferencia de su periodo romano, Ingres tuvo que luchar por vivir de su arte, y los retratos de turistas acomodados que constituían la mayor parte de su clientela romana, eran más escasos en Florencia. El periodo está marcado también por una rivalidad con el pintor François-Xavier Fabre, ya ubicado en la ciudad toscana y probablemente debido a su influencia en el lugar, el origen de ciertas dificultades financieras de Ingres. Es en el marco de esta competencia entre ambos artistas que el retrato del conde Gouriev fue ordenado. El noble ruso había encargado al mismo tiempo el retrato de su esposa Marina Gourieva Narychkina a Fabre. Las dimensiones idénticas de los dos cuadros los destinaba a ser pendants. Sin embargo el retrato de la condesa por Fabre fue rechazado por el comitente, pues la composición rígida y congelada no le satisfizo.